# Mörk tuvskivling
Mörk tuvskivling (Lyophyllum decastes) är en svampart som först beskrevs av Elias Fries, och fick sitt nu gällande namn av Rolf Singer 1951. Mörk tuvskivling ingår i släktet Lyophyllum och familjen Lyophyllaceae.  Arten är reproducerande i Sverige. Inga underarter finns listade i Catalogue of Life.

## Källor

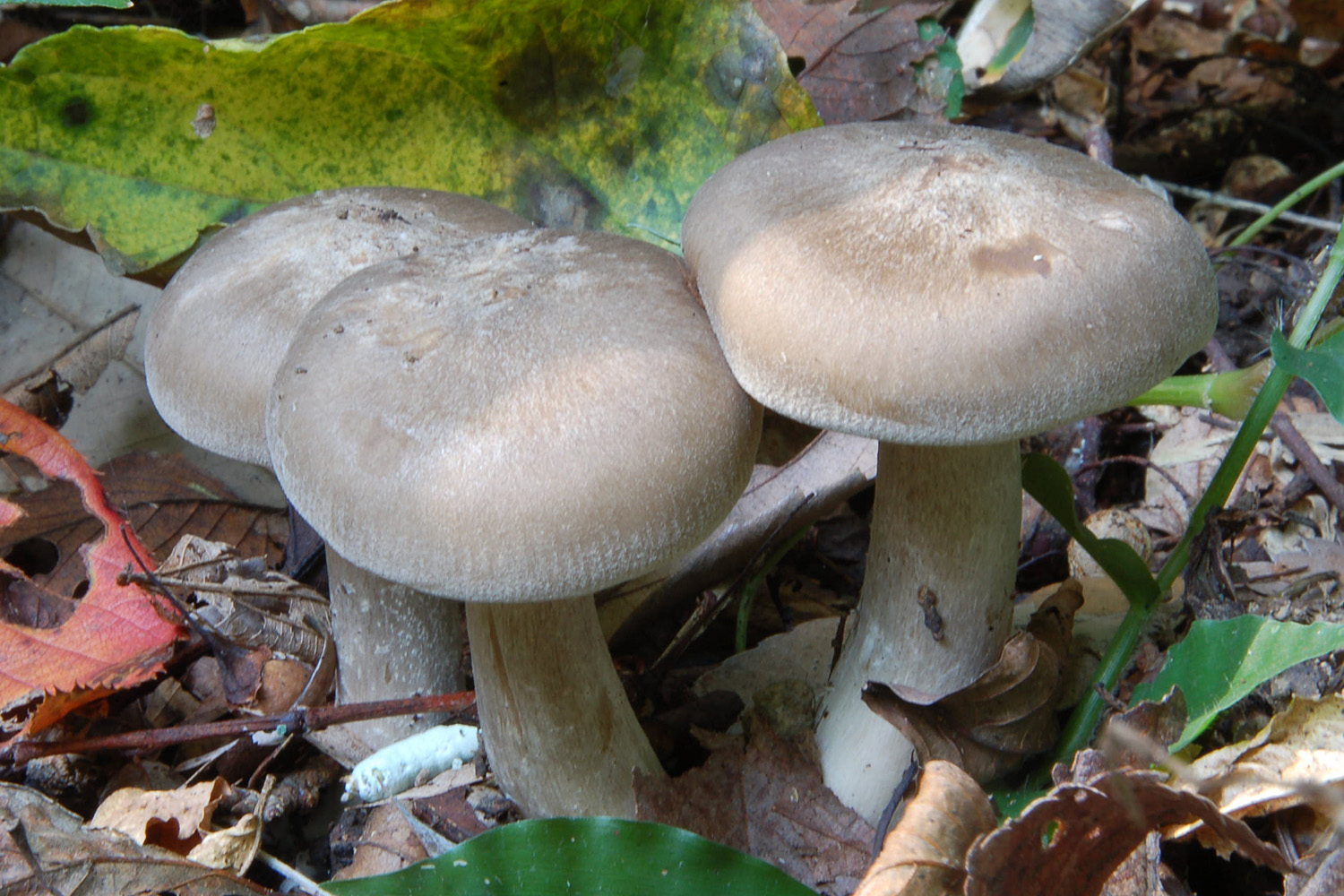
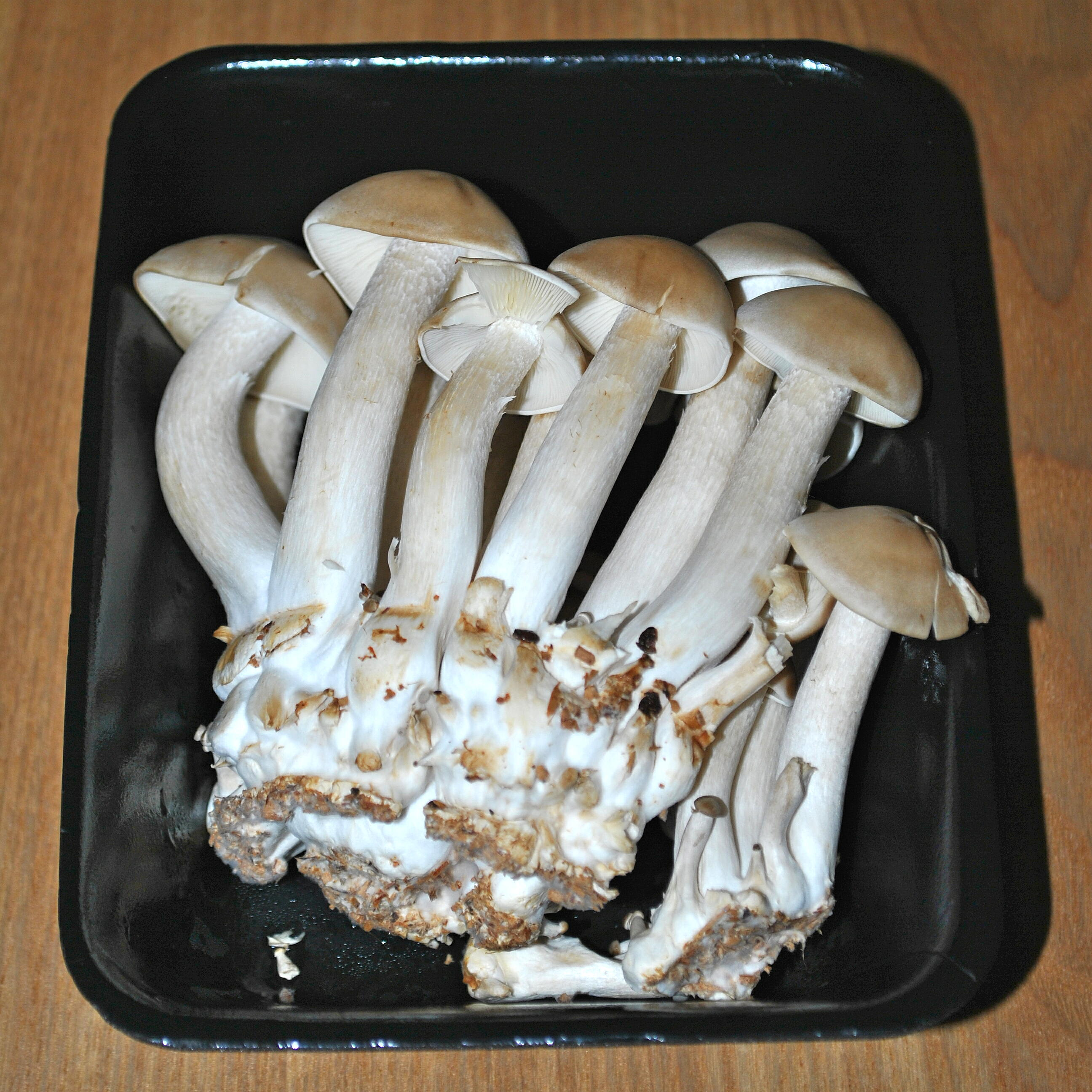
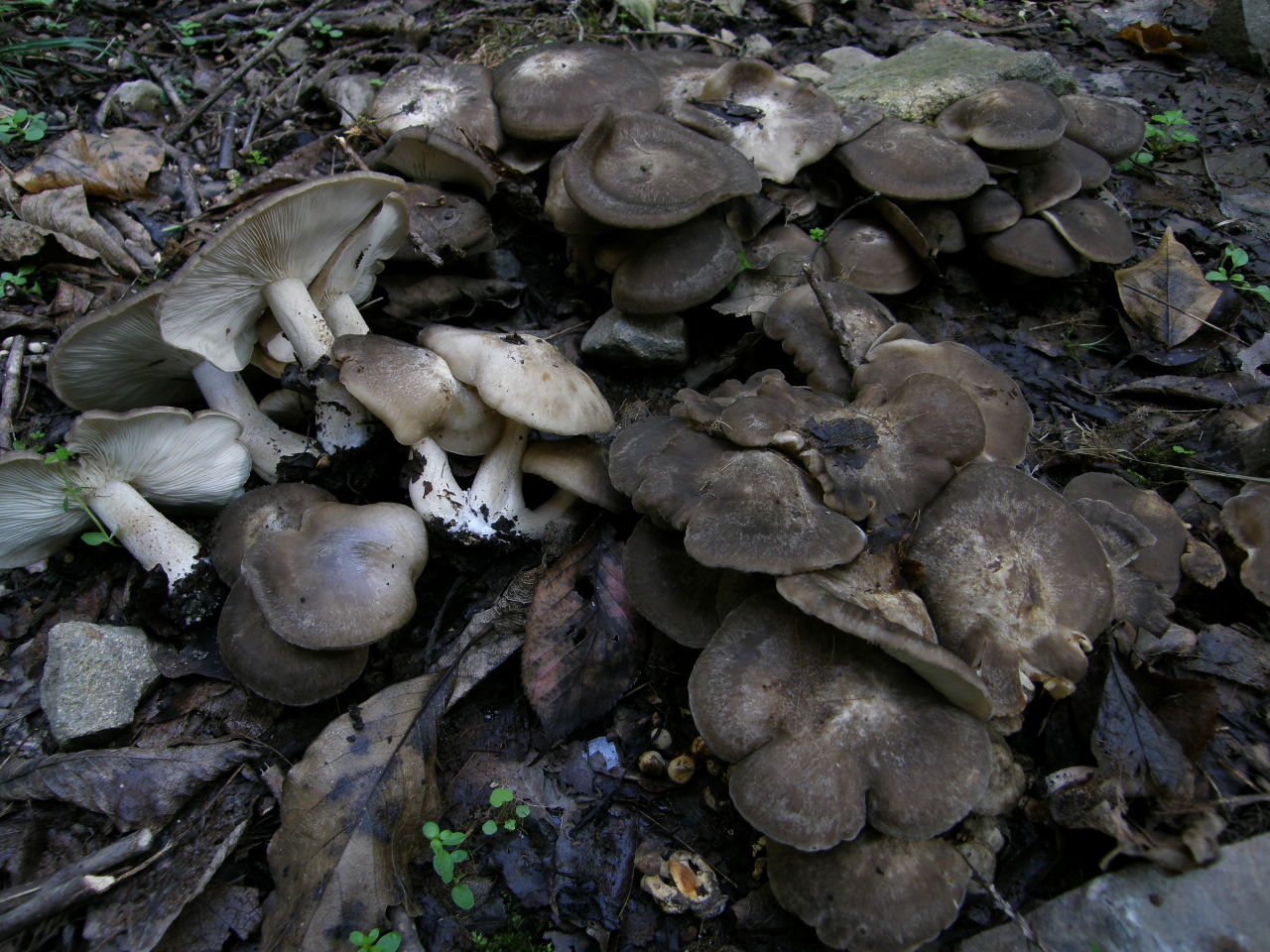
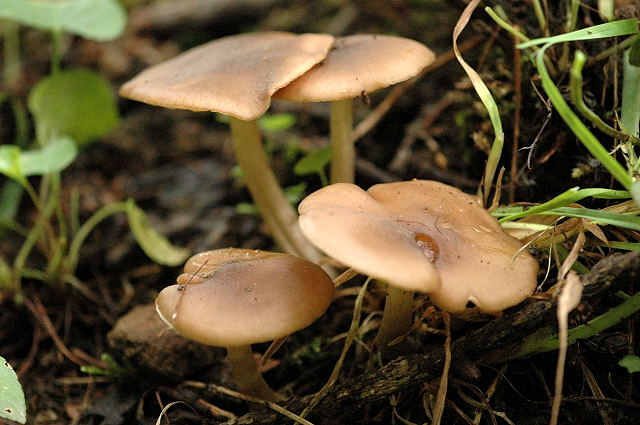
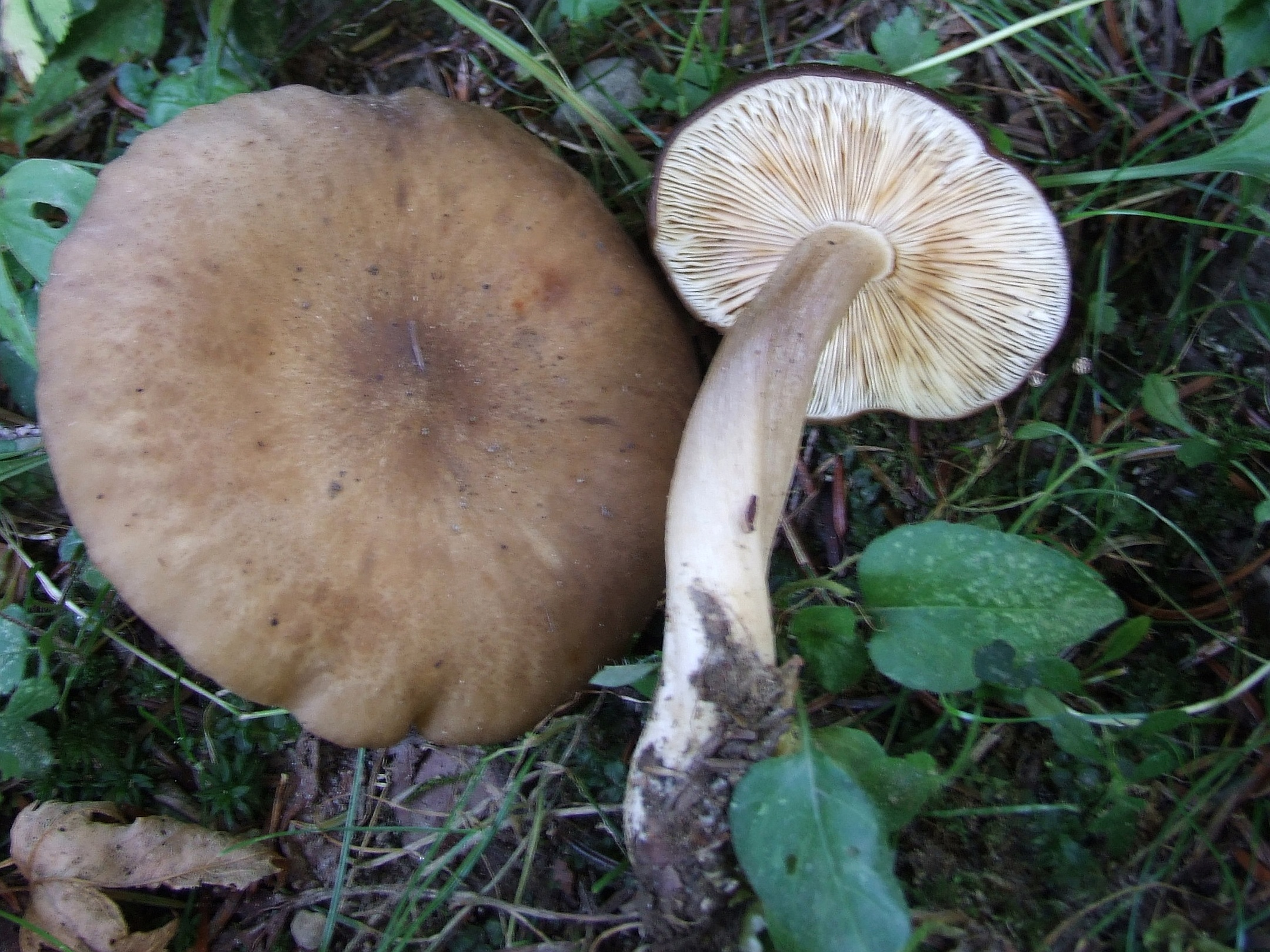
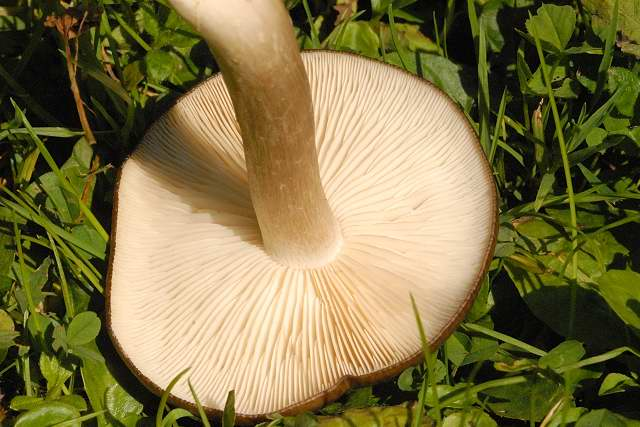